# 築山礁太
築山 礁太（つきやま しょうた、1997年 - ）は、日本の写真家。東京都東大和市出身。

## 来歴
2019年日本写真芸術専門学校卒業。変化する記憶をテーマに制作することが多く、洞窟3部作や部屋シリーズなどがある。
自主制作によるアーティストブックを精力的に発表している。また、個人以外にグループでの制作も行っており、Culture Centre（横田大輔、宇田川直寛、中野泰輔、渡邊聖子、築山礁太）や mob（河原孝典、築山礁太）としても活動している。主な展示に、『Immersed materiality』（Whitenoise、ソウル、2018）、『退屈な本 Boring Books』（東京都現代美術館、東京、2019）などがある。
2020年9月にTokyo Photographic Research にて作品を発表。